# Соммерс (флейт, 1732)
«Соммерс» — парусный флейт Балтийского флота Российской империи, участник Войны за польское наследство и русско-шведской войны 1741—1743 годов. Во время несения службы использовался преимущественно в качестве транспортного судна для перевозки артиллерии, провианта и припасов для армии и флота, во время русско-шведской войны был захвачен судами шведского флота.

## Описание флейта
Парусный флейт с деревянным корпусом, длина судна составляла 36,6 метра, ширина — 8,1 метра, а глубина интрюма — 3,7 метра.

## История службы
Флейт «Соммерс» был куплен и включен в состав Балтийского флота России в 1732 году.
В кампанию 1733 года использовался для перевозки грузов между портами Финского залива.
В 1734 году принимал участие в действиях Балтийского флота под Данцигом. 15 (26) мая 1734 года с в составе эскадры под общий командованием адмирала Т. Гордона с осадной артиллерией и провиантом для российских войск, осаждавших Данциг, вышел из Кронштадта и 27 мая (7 июня) прибыл к Пиллау. После того, как с помощью гребных судов груз флейта был перевезён на берег, он ушёл от Пиллау и вернулся в Кронштадт.
В кампанию 1735 года вновь использовался в качестве грузового судна между портами Финского залива. 30 апреля (11 мая) 1736 года вышел в плавание из Ревеля в Архангельск в составе отряда под командованием капитана полковничьего ранга Джеймса Кенеди с грузом артиллерии и припасов для вновь строящихся кораблей. Не дойдя до Зунда, из-за открывшейся течи в июле того же года вынужден был вернуться в Ревель. После ремонта перешёл в Колу, где остался на зимовку и уже в кампанию следующего 1737 года пришёл в Архангельск.
27 июня (8 июля) 1738 года вышел в составе отряда из Архангельска, в районе острова Кильдюин разлучился с остальными судами отряда и продолжил самостоятельное плавание до Кронштадта. В августе того же года флейт прибыл к Кронштадт.
Принимал участие в русско-шведской войне 1741—1743 годов. В кампанию 1742 года использовался для доставки грузов на суда эскадры. 18 (29) июля 1742 года в очередной раз вышел из Кронштадта с грузом провианта для кораблей эскадры, однако в море был взят в плен шведскими судами.

## Командиры судна
Командирами флейта «Соммерс» в составе российского флота в разное время служили:
- лейтенант Курт Курсен (1733 год)[6];
- лейтенант майорского ранга Никита Хитрово (Хитров) (1734—1735 годы)[7];
- лейтенант майорского ранга Дмитрий Еропкин (1736—1737 годы)[8];
- мастер капитанского ранга от солдат Степан Васильевич Рукин (1738 год)[5];
- лейтенант Курт Курсен (1742 год[комм. 2])[6].

### Комментарии
1. ↑  Отряд состоял из фрегата «Кронделивде» и двух флейтов: «Соммерс» и «Екатерина»[2][3].
2. ↑  По другим данным скончался в январе 1738 года[9].